# Finn Bendixen
Finn Bendixen (ur. 27 czerwca 1949 w Lillesand) – norweski skoczek w dal. Reprezentował barwy klubów Lillesand IL i IF Kamp-Vestheim.

## Kariera
Trzykrotny rekordzista kraju (7,87 – 7,94 – 7,97). Bendixen brał udział w finale na Mistrzostwach Europy w 1971 roku. W finale skoku w dal zajął czternaste miejsce. Brał też udział w Mistrzostwach Europy w 1969 roku i w Igrzyskach Olimpijskich w 1972 roku, ale w obu przypadkach nie zakwalifikował się do rund finałowych.
Najlepszym wynikiem w jego karierze był 7.97 m na zawodach w Sztokholmie w czerwcu 1972 roku. Rezultat ten dał mu drugie miejsce w klasyfikacji historycznej najdłuższych skoków w tej konkurencji w historii Norwegii, tuż za Kristenem Fløgstadem.

## Osiągnięcia
- Mistrz Norwegii w skoku w dal (4x): 1970, 1972, 1979, 1980[3]
- Halowy Mistrz Norwegii w skoku w dal: 1980[4]

- reprezentant kraju w Pucharze Europy, w tym zwycięstwo w rundzie wstępnej (Bruksela 1973)[5]